# Sohir Elkumi
Sohir Elkumi es una deportista egipcia que compitió en atletismo adaptado. Ganó una medalla de bronce en los Juegos Paralímpicos de Atlanta 1996, en la prueba de lanzamiento de peso (clase F55-57).

## Palmarés internacional
| Juegos Paralímpicos | Juegos Paralímpicos      | Juegos Paralímpicos | Juegos Paralímpicos |
| Año                 | Lugar                    | Medalla             | Prueba              |
| ------------------- | ------------------------ | ------------------- | ------------------- |
| 1996                | Atlanta (Estados Unidos) | Medalla de bronce   | Peso F55-57         |